# Augustus 1933
| Deze maand                                                                              |
| --------------------------------------------------------------------------------------- |
| - Gerardo Machado treedt af - Militaire rechtbanken in Ierland - Japan valt opnieuw aan |

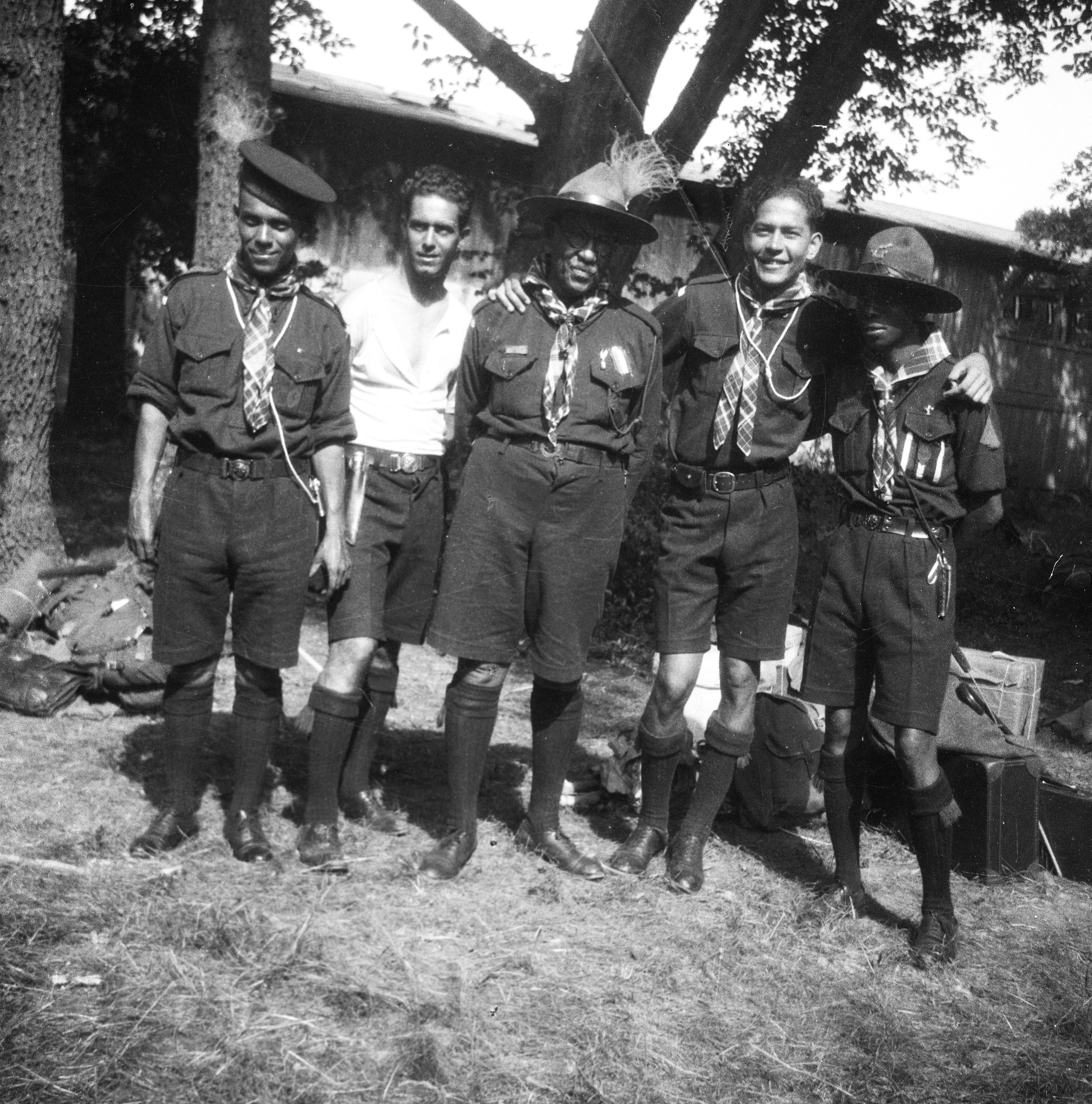
deelnemers aan de wereldjamboree

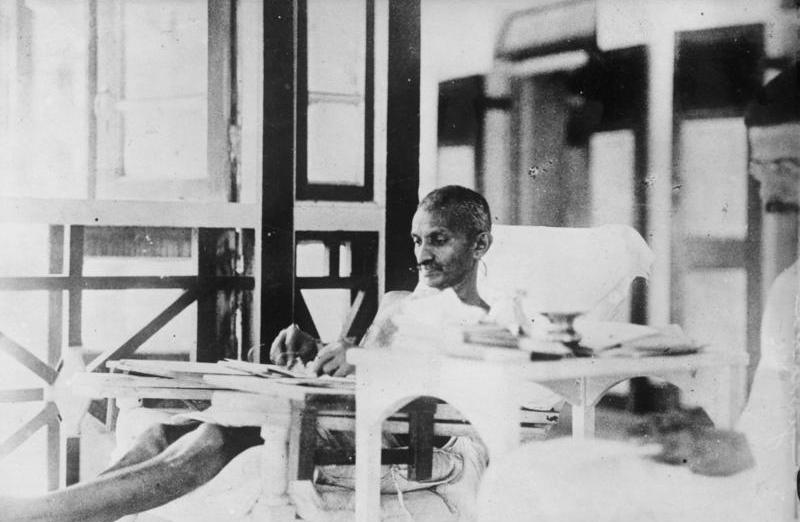
Gandhi

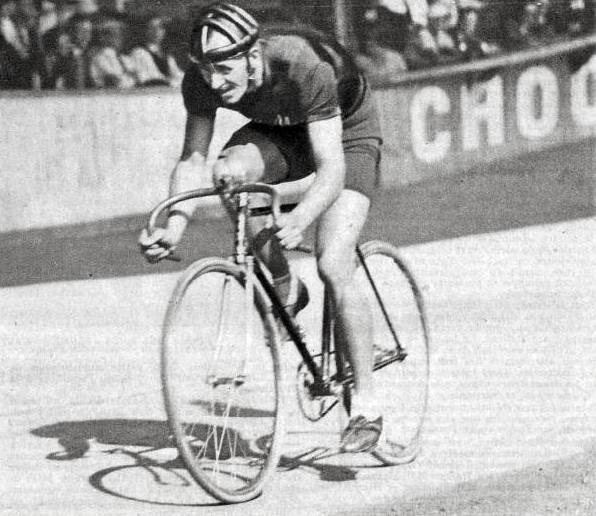
Jan van Hout op weg naar het werelduurrecord

De volgende gebeurtenissen speelden zich af in augustus 1933. Sommige gebeurtenissen kunnen één of meer dagen te laat zijn vermeld doordat ze op de datum staan aangegeven waarop ze bekend zijn geworden in plaats van de datum waarop ze werkelijk hebben plaatsgevonden.
- 1: In Duitsland worden vele communisten gearresteerd.
- 1: De PI en de NPI (inlandse partijen in Nederlands-Indië) mogen slechts openbare vergaderingen houden met voorafgaande toestemming, die alleen zal worden verleend als het plaatselijke bestuur minimaal 5 dagen van tevoren is ingelicht.
- 1: De SDAP-wethouders van Amsterdam stappen uit het college.
- 2: In Ierland worden maatregelen tegen de IRA genomen, die nu niet meer nodig wordt geacht:
  - geen openbare geüniformeerde parades
  - verbod op privébezit van vuurwapens.
- 2: Begin van de wereldjamboree in Gödöllő (Hongarije).
- 3: De Verenigde Staten besluiten tot het bouwen van 21 nieuwe oorlogsschepen.
- 4: Italië bezet, met Grieks medeweten, drie onbewoonde Griekse eilanden (Kynaros, Navriagou en Dyadi) ten dienste van oceanografische studies.
- 4: In Pruisen wordt een nieuw strafrechtsysteem ingevoerd. De nadruk ligt op het zo onaangenaam mogelijk maken van de gevangenisstraf om zo een sterkere afschrikking te bewerkstelligen.
- 4: Mahatma Gandhi wordt in vrijheid gesteld, maar vrijwel meteen weer gearresteerd omdat hij niet voldeed aan de voorwaarden om in Poona te blijven en geen politiek te bedrijven, en tot 12 maanden gevangenisstraf veroordeeld.
- 4: In de beurs van New York worden traangasbommen geworpen. Vier verdachten worden aangehouden.
- 4: De voormalige rijksdagvoorzitter Paul Löbe wordt naar het concentratiekamp in Breslau gevoerd.
- 6: In de Verenigde Staten wordt een moratorium op stakingen, uitsluitingen en andere arbeidsgeschillen afgekondigd.
- 7: In Cuba wordt, naar aanleiding van een algemene staking in verband met een hongersnood, voor een periode van 30 dagen de staat van beleg afgekondigd.
- 7: Het Iraakse leger vernietigt, onder toezicht van de Britten, tientallen Assyrische dorpen en vermoordt daarbij duizenden Assyriërs.
- 11: Frankrijk bemant verdedigingswerken aan de Rijngrens met troepen.
- 14: De Cubaanse president generaal Gerardo Machado treedt af.
- 15: De samenstelling van de Volkenbondcommissie die het Chaco-conflict gaat onderzoeken wordt vastgesteld.
- 16: In Ierland worden militaire rechtbanken ingesteld die oproer en vergelijkbare delicten gaan behandelen.
- 16: De Baskische provincies vormen een statuut dat de autonomie van het Baskenland zou moeten regelen.
- 16: Gandhi gaat in hongerstaking omdat hem verlof om met zijn verslaggever te overleggen is geweigerd.
- 19: In Pruisen wordt vivisectie verboden.
- 22: Dollfuss bezoekt Mussolini om de politieke situatie te bespreken.
- 22: Het Japanse leger rukt op in westwaartse richting in Binnen-Mongolië.
- 22: Arische artsen in Duitsland mogen niet meer zich laten vervangen door, doorverwijzen naar of samenwerken met niet-Arische artsen.
- 23: De fascistische organisatie de Blauwhemden in Ierland wordt verboden.
- 23: De Servische radicale partij wordt heropgericht.
- 23: Een tyfoon in Noord-China maakt ruim 10 miljoen mensen dakloos.
- 23: Gandhi krijgt de rest van zijn straf kwijtgescholden en wordt in vrijheid gesteld.
- 24: Portugal en Brazilië aanvaarden een gezamenlijke spelling van het Portugees, die grotendeels op het Portugese Portugees is geënt.
- 25: Wielrenner Jan van Hout rijdt op de baan van Roermond een nieuw werelduurrecord.
- 26: De Sovjet-Unie en Mantsjoekwo bereiken een akkoord over de heropening van de Chinese Oosterspoorweg.
- 26: In Japan wordt het oprichten van nieuwe marxistische organisaties verboden.
- 27: Japan protesteert tegen de Franse bezetting van de Paraceleilanden.
- 27: Een aantal bekende in het buitenland verblijvende Duitsers wordt hun staatsburgerschap ontnomen. Hun bezittingen worden in beslag genomen.
- 29: De Duitse aartsbisschoppen verklaren dat er geen bezwaar bestaat tegen het tonen van nationaalsocialistische symbolen (zoals de hakenkruisvlag) in de kerk
- 30: Australië versterkt Port Darwin door de bemanning van een garnizoen aldaar.
- 30: Het Verenigd Koninkrijk, Frankrijk en Italië geven hun goedkeuring aan een tijdelijke uitbreiding van de Oostenrijkse weermacht.

<< · januari · februari · maart · april · mei · juni · juli · augustus · september · oktober · november · december · >>